# Stephen Hoiles
Stephen Alan Hoiles (Sydney, 13 ottobre 1981) è un rugbista a 15 australiano, terza linea centro degli Waratahs.

## Biografia
Terza linea centro proveniente dal Waverley College di Sydney, Hoiles milita nel Randwick, squadra della sua città natale, mentre a livello di franchise nel campionato provinciale e nel Super 12 esordì rappresentando il Nuovo Galles del Sud; debuttò nella competizione SANZAR nel 2004 a Christchurch contro i Crusaders e disputò complessivamente due stagioni nella franchise di Sydney.
Nell'anno di esordio nel Super 12 debuttò anche in Nazionale australiana, contro la Scozia all'Hampden Park di Glasgow; nel corso del tour disputò anche un altro test match contro l'Inghilterra a Twickenham.
Nel 2006 si trasferì ai Brumbies di Canberra e tornò in Nazionale a fine anno, dopo le prime due presenze di due anni prima; un anno più tardi fu selezionato per la Coppa del Mondo di rugby 2007 in Francia, nel corso della quale fu schierato in tutti i cinque incontri in cui l'Australia fu impegnata, compreso il quarto di finale perso contro l'Inghilterra 10-12; nel 2009 divenne capitano dei Brumbies, subentrato a Stirling Mortlock.
A causa di ricorrenti problemi al tendine di Achille che gli avevano permesso di disputare non più di un incontro nelle due stagioni precedenti di Super Rugby, alla fine di novembre 2011 Hoiles e i Brumbies giunsero alla risoluzione consensuale del contratto al fine di permettere al giocatore di affrontare la riabilitazione.
Dopo due stagioni in Shute Shield con Randwick e avere più volte meditato il ritiro definitivo dell'attività, si operò in Svezia nel 2013 e al ritorno in Australia fu aggregato come apprendista senza stipendio ai Waratahs.
Tornò in campo nel Super Rugby 2014 venendo anche schierato titolare nella finale che gli Waratahs si aggiudicarono contro i Crusaders.
Nel 2015 fu invitato nei Barbarians insieme ad alcuni suoi connazionali reduci dalla Coppa del Mondo di rugby 2015 (cui lui non prese parte) per disputare alcuni incontri amichevoli di fine anno a Twickenham.

## Palmarès
- Super Rugby: 1
Waratahs: 2014